# 班康比鎮區 (愛荷華州蘇縣)
班康比鎮區（英語：Buncombe Township）是位於美國愛荷華州蘇縣的一個行政鎮區。

## 地方資料
根據2010年美國人口普查的數據，班康比鎮區的面積為31.28平方千米，當中陸地面積為30.97平方千米，而水域面積為0.31平方千米。當地共有人口2032人，而人口密度為每平方千米64.96人。